# Nada por nadie (álbum)
Nada por nadie es el segundo disco de estudio del grupo de Heavy metal español Azrael, lanzado al mercado en el año 1996 por Locomotive Music. El disco alterna canciones en castellano y en inglés.

## Contenido del disco
- Azrael
- Satan time
- Noticia final
- Prisioner
- Mundo sin ley
- The blade
- No lo quisieron ver
- Nada por nadie
- Peor que animales
- El hechizo de Galadriel

- Datos: Q6037333